# Championnat de France de rugby à XV de 1re division fédérale 2015-2016
Navigation
Fédérale 1 2014-2015 Fédérale 1 2016-2017
Le championnat de France de rugby à XV de 1re division fédérale 2015-2016 voit s'affronter 40 équipes parmi lesquelles deux seront promues en Pro D2 et huit seront reléguées en Fédérale 2.

## Saison régulière

### Règlement
Ce championnat débute par une phase préliminaire regroupant 40 équipes dans 4 poules de 10 équipes qui se rencontrent en aller-retour (18 matches). À partir de cette saison, les phases finales sont divisées en deux tableaux différents : un pour l'accession en Pro D2 et l'autre pour le trophée Jean Prat et le titre de champion de 1re division fédérale . Les équipes qui postulent à la montée en Pro D2 doivent déposer un dossier auprès de la FFR. Parmi les six clubs les mieux classés et dont les dossiers ont été retenus, les deux meilleurs sont directement qualifiés pour les demi-finales et quatre autres jouent les barrages. Les tours se jouent en aller-retour. Les seize meilleures autres clubs jouent les phases finales du trophée Jean-Prat selon le format habituel. Un cinquième ou sixième de poule peut être repêché pour le trophée Jean-Prat si une ou deux équipes du groupe jouent les play off d'accession, tandis que les deux derniers de chaque groupe sont relégués en Fédérale 2.
Les seize qualifiés pour la phase finale s'affrontent en huitièmes de finale en matchs aller-retour. Les quarts et demi-finales se jouent également sur deux matchs et la finale se dispute sur un seul match. Les deux finalistes du tableau pour l'accession sont promus en Pro D2.
Pour départager les équipes, les règles suivantes sont utilisées :
1. Nombre de points « terrain »
2. Nombre de jours de suspension, liées aux sanctions sportives, sur l’ensemble des rencontres de la phase considérée
3. Différence de points
4. Différences des essais
5. Plus grand nombre de points marqués.
6. Plus grand nombre d'essais marqués.
7. Nombre de forfaits n'ayant pas entraîné de forfait général.
8. Classement à l'issue de la phase précédente.
9. Place obtenue la saison précédente dans la compétition nationale

### Dossiers d'accession en Pro D2 retenus par la FFR
Seules six équipes pourront jouer les play-off d'accession. Pour la saison 2015-2016, sur douze candidats, les clubs dont les dossiers d'accession ont été validés sont  :
1. RC Aubenas
2. FC Auch
3. US Bressane
4. RC Massy
5. USO Nevers
6. US Romans
7. Soyaux Angoulême
8. RC Vannes

### Poule 1
| Club                 | Ville                    | Saison 2014-2015                   | Site officiel |
| -------------------- | ------------------------ | ---------------------------------- | ------------- |
| Anglet olympique (P) | Anglet                   | Promu - Demi-finaliste F2          | Site officiel |
| AC Bobigny           | Bobigny                  | 8e poule 1                         | Site officiel |
| RC Chalonnais        | Chalon-sur-Saône         | 6e poule 2                         | Site officiel |
| US Cognac            | Cognac                   | 8e poule 3                         | Site officiel |
| SC Graulhet          | Graulhet                 | 8e poule 4                         | Site officiel |
| RC Massy (R)         | Massy                    | Relégué - 16e Pro D2               | Site officiel |
| Soyaux Angoulême     | Angoulême                | Phase finale - Quarts de finale    | Site officiel |
| US Tyrosse           | Saint-Vincent-de-Tyrosse | Phase finale - Huitièmes de finale | Site officiel |
| Avenir valencien     | Valence-d'Agen           | 5e poule 4                         | Site officiel |
| AS vauréenne (P)     | Lavaur                   | Promu - Finaliste F2               | Site officiel |

| Rang | Club                | J  | V  | N | D  | Bo | Bd | Pm  | Pe  | Diff | Pts |
| ---- | ------------------- | -- | -- | - | -- | -- | -- | --- | --- | ---- | --- |
| 1    | Soyaux Angoulême XV | 16 | 15 | 0 | 1  | 11 | 1  | 511 | 140 | +371 | 72  |
| 2    | RC Massy (R)        | 16 | 14 | 0 | 2  | 8  | 1  | 514 | 264 | +250 | 65  |
| 3    | US Tyrosse          | 16 | 10 | 0 | 6  | 3  | 1  | 387 | 365 | +22  | 44  |
| 4    | Avenir valencien    | 16 | 7  | 2 | 7  | 1  | 3  | 306 | 333 | -27  | 34¹ |
| 5    | AS vauréenne (P)    | 16 | 7  | 0 | 9  | 1  | 5  | 332 | 375 | -43  | 34  |
| 6    | AC Bobigny          | 16 | 6  | 1 | 9  | 2  | 2  | 333 | 438 | -105 | 30  |
| 7    | US Cognac           | 16 | 4  | 1 | 11 | 2  | 5  | 303 | 398 | -95  | 25  |
| 8    | SC Graulhet         | 16 | 4  | 0 | 12 | 0  | 5  | 255 | 395 | -140 | 21  |
| 9    | Anglet olympique    | 16 | 3  | 0 | 13 | 0  | 2  | 242 | 475 | -233 | 14  |
| 10   | RC Chalon           | 0  | 0  | 0 | 0  | 0  | 0  | 0   | 0   | 0    | 0   |

|  | Qualifiés pour la phase finale d'accession à la Pro D2.          |
|  | Qualifiés pour les huitièmes de finale (no 1, no 2, no 3, no 4). |
|  | Forfait général.                                                 |
|  | P : Promu 2015 ; R : Relégué 2015                                |

### Poule 2
| Club                        | Ville                  | Saison 2014-2015                   | Site officiel |
| --------------------------- | ---------------------- | ---------------------------------- | ------------- |
| US Bergerac                 | Bergerac               | 5e poule 1                         | Site officiel |
| Stade langonnais            | Langon                 | Phase finale - Huitièmes de finale | Site officiel |
| UA Libourne (Rp)            | Libourne               | 9e poule 1 ,                       | Site officiel |
| Lille MR (M)                | Lille                  | Phase finale - Finaliste F1 ,      | Site officiel |
| Limoges rugby               | Limoges                | Phase finale - Huitième de finale  | Site officiel |
| Saint-Médard rugby club (P) | Saint-Médard-en-Jalles | Promu - 16e de finale F2           | Site officiel |
| Saint-Nazaire rugby         | Saint-Nazaire          | 6e poule 3                         | Site officiel |
| Stade rouennais (P)         | Rouen                  | Promu - Quart de finaliste F2      | Site officiel |
| SC Tulle                    | Tulle                  | 7e poule 1                         | Site officiel |
| RC Vannes                   | Vannes                 | Phase finale - Quarts de finale    | Site officiel |

| Rang | Club                | J  | V  | N | D  | Bo | Bd | Pm  | Pe  | Diff | Pts |
| ---- | ------------------- | -- | -- | - | -- | -- | -- | --- | --- | ---- | --- |
| 1    | RC Vannes           | 16 | 14 | 1 | 1  | 10 | 1  | 573 | 187 | +386 | 69  |
| 2    | Limoges rugby       | 16 | 12 | 1 | 3  | 5  | 3  | 444 | 272 | +172 | 58  |
| 3    | Stade rouennais (P) | 16 | 12 | 1 | 3  | 4  | 1  | 504 | 369 | +135 | 55  |
| 4    | Stade langonnais    | 16 | 7  | 0 | 9  | 3  | 4  | 311 | 361 | -50  | 35  |
| 5    | Saint-Médard RC (P) | 16 | 6  | 1 | 9  | 2  | 7  | 313 | 304 | +9   | 35  |
| 6    | UA Libourne (Rp)    | 16 | 6  | 0 | 10 | 1  | 2  | 264 | 410 | -146 | 27  |
| 7    | Saint-Nazaire rugby | 16 | 5  | 1 | 10 | 2  | 2  | 289 | 420 | -131 | 26  |
| 8    | US Bergerac         | 16 | 5  | 0 | 11 | 2  | 2  | 291 | 477 | -186 | 24  |
| 9    | SC Tulle            | 16 | 2  | 1 | 13 | 0  | 2  | 279 | 468 | -189 | 12  |
| 10   | Lille MR (M)        | 0  | 0  | 0 | 0  | 0  | 0  | 0   | 0   | 0    | 0   |

|  | Qualifiés pour la phase finale d'accession à la Pro D2.                 |
|  | Qualifiés pour les huitièmes de finale (no 1, no 2, no 3, no 4).        |
|  | Relégués en Fédérale 2 (no 9, no 10).                                   |
|  | Forfait général.                                                        |
|  | P : Promu 2015 ; R : Relégué 2015, Rp : Repêché 2015, M : Maintien 2015 |

### Poule 3
| Club                    | Ville               | Saison 2014-2015                   | Site officiel |
| ----------------------- | ------------------- | ---------------------------------- | ------------- |
| RO Agde (Rp)            | Agde                | 9e poule 4                         | Site officiel |
| FC Auch                 | Auch                | Phase finale - Quarts de finale    | Site officiel |
| Stade bagnérais         | Bagnères-de-Bigorre | Phase finale - Huitièmes de finale | Site officiel |
| Blagnac SCR             | Blagnac             | 6e poule 4                         | Site officiel |
| Avenir castanéen        | Castanet-Tolosan    | 5e poule 3                         | Site officiel |
| Lombez Samatan club (P) | Lombez-Samatan      | Promu - Quart de finaliste F2      | Site officiel |
| SA Mauléon              | Mauléon             | 7e poule 4                         | Site officiel |
| USO Nevers              | Nevers              | Phase finale - Demi-finales        | Site officiel |
| FC Oloron               | Oloron-Sainte-Marie | Phase finale - Huitièmes de finale | Site officiel |
| Stade Rodez             | Rodez               | 7e poule 3                         | Site officiel |

| Rang | Club                    | J  | V  | N | D  | Bo | Bd | Pm  | Pe  | Diff | Pts |
| ---- | ----------------------- | -- | -- | - | -- | -- | -- | --- | --- | ---- | --- |
| 1    | USO Nevers              | 18 | 16 | 0 | 2  | 11 | 1  | 699 | 203 | +496 | 76  |
| 2    | FC Auch                 | 18 | 16 | 0 | 2  | 10 | 1  | 644 | 211 | +433 | 75  |
| 3    | Avenir castanéen        | 18 | 11 | 1 | 6  | 1  | 1  | 341 | 332 | +9   | 48  |
| 4    | FC Oloron               | 18 | 9  | 0 | 9  | 3  | 2  | 334 | 345 | -11  | 41  |
| 5    | Stade bagnérais         | 18 | 8  | 0 | 10 | 2  | 4  | 362 | 369 | -7   | 38  |
| 6    | Stade Rodez             | 18 | 7  | 0 | 11 | 2  | 4  | 330 | 470 | -140 | 34  |
| 7    | Blagnac SCR             | 18 | 6  | 1 | 11 | 4  | 4  | 327 | 407 | -80  | 32¹ |
| 8    | RO Agde (Rp)            | 18 | 5  | 1 | 12 | 2  | 3  | 267 | 472 | -205 | 27  |
| 9    | Lombez Samatan club (P) | 18 | 5  | 1 | 12 | 0  | 4  | 241 | 408 | -167 | 26  |
| 10   | SA Mauléon              | 18 | 5  | 0 | 13 | 0  | 2  | 204 | 532 | -328 | 22  |

|  | Qualifiés pour la phase finale d'accession à la Pro D2.          |
|  | Qualifiés pour les huitièmes de finale (no 1, no 2, no 3, no 4). |
|  | Relégués en Fédérale 2 (no 9, no 10).                            |
|  | P : Promu 2015 ; R : Relégué 2015 ; Rp : Repêché 2015            |

### Poule 4
| Club                  | Ville            | Saison 2014-2015                   | Site officiel |
| --------------------- | ---------------- | ---------------------------------- | ------------- |
| RC Aubenas            | Aubenas          | Phase finale - Quarts de finale    | Site officiel |
| US Bressane           | Bourg-en-Bresse  | Phase finale - Huitièmes de finale | Site officiel |
| SO Chambéry           | Chambéry         | Phase finale - Demi-finales        | Site officiel |
| RO Grasse (P)         | Grasse           | Promu - Quarts de finaliste F2     | Site officiel |
| AS Mâcon              | Mâcon            | 5e poule 2                         | Site officiel |
| US Romans             | Romans-sur-Isère | Phase finale - Huitièmes de finale | Site officiel |
| US seynoise           | La Seyne-sur-Mer | 7e poule 2                         | Site officiel |
| RC Strasbourg (P)     | Strasbourg       | Promu - Champion de France F2      | Site officiel |
| CS Vienne (P)         | Vienne           | Promu - Demi-finaliste F2          | Site officiel |
| ROC La Voulte-Valence | Valence          | 8e poule 2                         | Site officiel |

| Rang | Club                  | J  | V  | N | D  | Bo | Bd | Pm  | Pe  | Diff | Pts |
| ---- | --------------------- | -- | -- | - | -- | -- | -- | --- | --- | ---- | --- |
| 1    | US Bourg-en-Bresse    | 18 | 16 | 0 | 2  | 9  | 2  | 529 | 218 | +311 | 75  |
| 2    | SO Chambéry           | 18 | 13 | 1 | 4  | 9  | 1  | 495 | 245 | +250 | 64  |
| 3    | RC Aubenas            | 18 | 14 | 0 | 4  | 4  | 1  | 414 | 271 | +143 | 61  |
| 4    | US La Seyne           | 18 | 10 | 1 | 7  | 5  | 1  | 434 | 385 | +49  | 48  |
| 5    | US Romans             | 18 | 9  | 1 | 8  | 5  | 4  | 413 | 339 | +74  | 47  |
| 6    | AS Mâcon              | 18 | 7  | 0 | 11 | 1  | 5  | 365 | 382 | -17  | 34  |
| 7    | RC Strasbourg (P)     | 18 | 6  | 2 | 10 | 0  | 4  | 367 | 446 | -79  | 32  |
| 8    | RO Grasse (P)         | 18 | 5  | 0 | 13 | 1  | 2  | 245 | 474 | -229 | 23  |
| 9    | ROC La Voulte-Valence | 18 | 3  | 1 | 14 | 0  | 5  | 324 | 504 | -180 | 19  |
| 10   | CS Vienne (P)         | 18 | 4  | 0 | 14 | 1  | 0  | 278 | 600 | -322 | 17  |

|  | Qualifiés pour la phase finale d'accession à la Pro D2.          |
|  | Qualifiés pour les huitièmes de finale (no 1, no 2, no 3, no 4). |
|  | Relégués en Fédérale 2 (no 9, no 10).                            |
|  | P : Promu 2015 ; R : Relégué 2015                                |

## Phase finale

### Règlement
Le tableau final est organisé de la manière suivante 
 : 

1er Poule 1 - 4e Poule 4

3e Poule 2 - 2e Poule 3

2e Poule 1 - 3e Poule 4

4e Poule 2 - 1er Poule 3

3e Poule 1 - 2e Poule 4

1er Poule 2 - 4e Poule 3

4e Poule 1 - 1er Poule 4

2e Poule 2 - 3e Poule 3
Les huitièmes, quarts et demi-finales se disputent en matchs aller-retour avec match retour chez la meilleure équipe. La finale se déroule sur un match et sur terrain neutre.
Départage des équipes
Pour départager les équipes, les règles suivantes sont utilisées: 
1. Nombre de points « terrain »
2. Nombre de jours de suspension, liées aux sanctions sportives, sur l’ensemble des rencontres de la phase considérée
3. Différence de points
4. Différences des essais
5. Séance de tirs au but

### Phases finales du Trophée Jean Prat
|  | Huitièmes de finale                      | Huitièmes de finale                        | Huitièmes de finale                      |                     |    | Quarts de finale                           | Quarts de finale                           | Quarts de finale                           |  |  | Demi-finales                               | Demi-finales                               | Demi-finales                               |  |  | Finale       | Finale       |
|  |                                          |                                            |                                          |                     |    |                                            |                                            |                                            |  |  |                                            |                                            |                                            |  |  |              |              |
|  | Aller : 1 mai 2016 / Retour : 8 mai 2016 | Aller : 1 mai 2016 / Retour : 8 mai 2016   | Aller : 1 mai 2016 / Retour : 8 mai 2016 |                     |    | Aller : 15 mai 2016 / Retour : 22 mai 2016 | Aller : 15 mai 2016 / Retour : 22 mai 2016 | Aller : 15 mai 2016 / Retour : 22 mai 2016 |  |  | Aller : 29 mai 2016 / Retour : 5 juin 2016 | Aller : 29 mai 2016 / Retour : 5 juin 2016 | Aller : 29 mai 2016 / Retour : 5 juin 2016 |  |  | 12 juin 2016 | 12 juin 2016 |
|  | Aller : 1 mai 2016 / Retour : 8 mai 2016 | Aller : 1 mai 2016 / Retour : 8 mai 2016   | Aller : 1 mai 2016 / Retour : 8 mai 2016 |                     |    | Aller : 15 mai 2016 / Retour : 22 mai 2016 | Aller : 15 mai 2016 / Retour : 22 mai 2016 | Aller : 15 mai 2016 / Retour : 22 mai 2016 |  |  | Aller : 29 mai 2016 / Retour : 5 juin 2016 | Aller : 29 mai 2016 / Retour : 5 juin 2016 | Aller : 29 mai 2016 / Retour : 5 juin 2016 |  |  | 12 juin 2016 | 12 juin 2016 |
|  | US Tyrosse                               | 0                                          | 21                                       |                     |    | Aller : 15 mai 2016 / Retour : 22 mai 2016 | Aller : 15 mai 2016 / Retour : 22 mai 2016 | Aller : 15 mai 2016 / Retour : 22 mai 2016 |  |  | Aller : 29 mai 2016 / Retour : 5 juin 2016 | Aller : 29 mai 2016 / Retour : 5 juin 2016 | Aller : 29 mai 2016 / Retour : 5 juin 2016 |  |  | 12 juin 2016 | 12 juin 2016 |
|  | US Tyrosse                               | 0                                          | 21                                       |                     |    | Aller : 15 mai 2016 / Retour : 22 mai 2016 | Aller : 15 mai 2016 / Retour : 22 mai 2016 | Aller : 15 mai 2016 / Retour : 22 mai 2016 |  |  | Aller : 29 mai 2016 / Retour : 5 juin 2016 | Aller : 29 mai 2016 / Retour : 5 juin 2016 | Aller : 29 mai 2016 / Retour : 5 juin 2016 |  |  | 12 juin 2016 | 12 juin 2016 |
|  | US Romans*                               | 25                                         | 28                                       |                     |    | Aller : 15 mai 2016 / Retour : 22 mai 2016 | Aller : 15 mai 2016 / Retour : 22 mai 2016 | Aller : 15 mai 2016 / Retour : 22 mai 2016 |  |  | Aller : 29 mai 2016 / Retour : 5 juin 2016 | Aller : 29 mai 2016 / Retour : 5 juin 2016 | Aller : 29 mai 2016 / Retour : 5 juin 2016 |  |  | 12 juin 2016 | 12 juin 2016 |
|  | US Romans*                               | 25                                         | 28                                       | US Romans           | 28 | 12                                         |                                            |                                            |  |  | Aller : 29 mai 2016 / Retour : 5 juin 2016 | Aller : 29 mai 2016 / Retour : 5 juin 2016 | Aller : 29 mai 2016 / Retour : 5 juin 2016 |  |  | 12 juin 2016 | 12 juin 2016 |
|  | Aller : 1 mai 2016 / Retour : 8 mai 2016 |                                            |                                          | US Romans           | 28 | 12                                         |                                            |                                            |  |  | Aller : 29 mai 2016 / Retour : 5 juin 2016 | Aller : 29 mai 2016 / Retour : 5 juin 2016 | Aller : 29 mai 2016 / Retour : 5 juin 2016 |  |  | 12 juin 2016 | 12 juin 2016 |
|  |                                          | FC Oloron*                                 | 10                                       | 19                  |    |                                            |                                            |                                            |  |  | Aller : 29 mai 2016 / Retour : 5 juin 2016 | Aller : 29 mai 2016 / Retour : 5 juin 2016 | Aller : 29 mai 2016 / Retour : 5 juin 2016 |  |  | 12 juin 2016 | 12 juin 2016 |
|  | Stade langonnais                         | FC Oloron*                                 | 10                                       | 19                  | 15 | 19                                         |                                            |                                            |  |  | Aller : 29 mai 2016 / Retour : 5 juin 2016 | Aller : 29 mai 2016 / Retour : 5 juin 2016 | Aller : 29 mai 2016 / Retour : 5 juin 2016 |  |  | 12 juin 2016 | 12 juin 2016 |
|  | Stade langonnais                         | Aller : 15 mai 2016 / Retour : 22 mai 2016 |                                          |                     | 15 | 19                                         |                                            |                                            |  |  | Aller : 29 mai 2016 / Retour : 5 juin 2016 | Aller : 29 mai 2016 / Retour : 5 juin 2016 | Aller : 29 mai 2016 / Retour : 5 juin 2016 |  |  | 12 juin 2016 | 12 juin 2016 |
|  | FC Oloron*                               | 19                                         | 28                                       |                     |    |                                            |                                            |                                            |  |  | Aller : 29 mai 2016 / Retour : 5 juin 2016 | Aller : 29 mai 2016 / Retour : 5 juin 2016 | Aller : 29 mai 2016 / Retour : 5 juin 2016 |  |  | 12 juin 2016 | 12 juin 2016 |
|  | FC Oloron*                               | 19                                         | 28                                       | US Romans           | 16 | 9                                          |                                            |                                            |  |  |                                            |                                            |                                            |  |  | 12 juin 2016 | 12 juin 2016 |
|  | Aller : 1 mai 2016 / Retour : 8 mai 2016 |                                            |                                          | US Romans           | 16 | 9                                          |                                            |                                            |  |  |                                            |                                            |                                            |  |  | 12 juin 2016 | 12 juin 2016 |
|  |                                          | Avenir Valencien*                          | 13                                       | 20                  |    |                                            |                                            |                                            |  |  |                                            |                                            |                                            |  |  | 12 juin 2016 | 12 juin 2016 |
|  | US La Seyne                              | Avenir Valencien*                          | 13                                       | 20                  | 15 | 19                                         |                                            |                                            |  |  |                                            |                                            |                                            |  |  | 12 juin 2016 | 12 juin 2016 |
|  | US La Seyne                              | Aller : 29 mai 2016 / Retour : 5 juin 2016 |                                          |                     | 15 | 19                                         |                                            |                                            |  |  |                                            |                                            |                                            |  |  | 12 juin 2016 | 12 juin 2016 |
|  | Avenir valencien*                        | 13                                         | 34                                       |                     |    |                                            |                                            |                                            |  |  |                                            |                                            |                                            |  |  | 12 juin 2016 | 12 juin 2016 |
|  | Avenir valencien*                        | 13                                         | 34                                       | Avenir Valencien*   | 14 | 18                                         |                                            |                                            |  |  |                                            |                                            |                                            |  |  | 12 juin 2016 | 12 juin 2016 |
|  | Aller : 1 mai 2016 / Retour : 7 mai 2016 |                                            |                                          | Avenir Valencien*   | 14 | 18                                         |                                            |                                            |  |  |                                            |                                            |                                            |  |  | 12 juin 2016 | 12 juin 2016 |
|  |                                          | RC Saint-Médard-en-Jalles                  | 19                                       | 3                   |    |                                            |                                            |                                            |  |  |                                            |                                            |                                            |  |  | 12 juin 2016 | 12 juin 2016 |
|  | RC Saint-Médard-en-Jalles                | RC Saint-Médard-en-Jalles                  | 19                                       | 3                   | 20 | 18                                         |                                            |                                            |  |  |                                            |                                            |                                            |  |  | 12 juin 2016 | 12 juin 2016 |
|  | RC Saint-Médard-en-Jalles                | Aller : 15 mai 2016 / Retour : 22 mai 2016 |                                          |                     | 20 | 18                                         |                                            |                                            |  |  |                                            |                                            |                                            |  |  | 12 juin 2016 | 12 juin 2016 |
|  | Avenir castanéen*                        | 15                                         | 3                                        |                     |    |                                            |                                            |                                            |  |  |                                            |                                            |                                            |  |  | 12 juin 2016 | 12 juin 2016 |
|  | Avenir castanéen*                        | 15                                         | 3                                        | Avenir Valencien    | 27 |                                            |                                            |                                            |  |  |                                            |                                            |                                            |  |  |              |              |
|  | Aller : 1 mai 2016 / Retour : 8 mai 2016 |                                            |                                          | Avenir Valencien    | 27 |                                            |                                            |                                            |  |  |                                            |                                            |                                            |  |  |              |              |
|  |                                          | SO Chambéry                                | 34                                       |                     |    |                                            |                                            |                                            |  |  |                                            |                                            |                                            |  |  |              |              |
|  | AS Lavaur                                | SO Chambéry                                | 34                                       | 19                  | 28 |                                            |                                            |                                            |  |  |                                            |                                            |                                            |  |  |              |              |
|  | AS Lavaur                                |                                            |                                          | 19                  | 28 |                                            |                                            |                                            |  |  |                                            |                                            |                                            |  |  |              |              |
|  | RC Aubenas*                              | 19                                         | 26                                       |                     |    |                                            |                                            |                                            |  |  |                                            |                                            |                                            |  |  |              |              |
|  | RC Aubenas*                              | 19                                         | 26                                       | AS Lavaur*          | 24 | 12                                         |                                            |                                            |  |  |                                            |                                            |                                            |  |  |              |              |
|  | Aller : 1 mai 2016 / Retour : 7 mai 2016 |                                            |                                          | AS Lavaur*          | 24 | 12                                         |                                            |                                            |  |  |                                            |                                            |                                            |  |  |              |              |
|  |                                          | Stade Rodez Aveyron                        | 32                                       | 12                  |    |                                            |                                            |                                            |  |  |                                            |                                            |                                            |  |  |              |              |
|  | Stade Rodez Aveyron                      | Stade Rodez Aveyron                        | 32                                       | 12                  | 17 | 15                                         |                                            |                                            |  |  |                                            |                                            |                                            |  |  |              |              |
|  | Stade Rodez Aveyron                      | Aller : 15 mai 2016 / Retour : 22 mai 2016 |                                          |                     | 17 | 15                                         |                                            |                                            |  |  |                                            |                                            |                                            |  |  |              |              |
|  | USA Limoges*                             | 8                                          | 22                                       |                     |    |                                            |                                            |                                            |  |  |                                            |                                            |                                            |  |  |              |              |
|  | USA Limoges*                             | 8                                          | 22                                       | Stade Rodez Aveyron | 6  | 12                                         |                                            |                                            |  |  |                                            |                                            |                                            |  |  |              |              |
|  | Aller : 1 mai 2016 / Retour : 8 mai 2016 |                                            |                                          | Stade Rodez Aveyron | 6  | 12                                         |                                            |                                            |  |  |                                            |                                            |                                            |  |  |              |              |
|  |                                          | SO Chambéry*                               | 13                                       | 22                  |    |                                            |                                            |                                            |  |  |                                            |                                            |                                            |  |  |              |              |
|  | AC Bobigny                               | SO Chambéry*                               | 13                                       | 22                  | 33 | 14                                         |                                            |                                            |  |  |                                            |                                            |                                            |  |  |              |              |
|  | AC Bobigny                               |                                            |                                          |                     | 33 | 14                                         |                                            |                                            |  |  |                                            |                                            |                                            |  |  |              |              |
|  | SO Chambéry*                             | 26                                         | 49                                       |                     |    |                                            |                                            |                                            |  |  |                                            |                                            |                                            |  |  |              |              |
|  | SO Chambéry*                             | 26                                         | 49                                       | SO Chambéry*        | 33 | 19                                         |                                            |                                            |  |  |                                            |                                            |                                            |  |  |              |              |
|  | Aller : 1 mai 2016 / Retour : 8 mai 2016 |                                            |                                          | SO Chambéry*        | 33 | 19                                         |                                            |                                            |  |  |                                            |                                            |                                            |  |  |              |              |
|  |                                          | Stade rouennais                            | 26                                       | 14                  |    |                                            |                                            |                                            |  |  |                                            |                                            |                                            |  |  |              |              |
|  | Stade rouennais                          | Stade rouennais                            | 26                                       | 14                  | 27 | 64                                         |                                            |                                            |  |  |                                            |                                            |                                            |  |  |              |              |
|  | Stade rouennais                          |                                            |                                          |                     | 27 | 64                                         |                                            |                                            |  |  |                                            |                                            |                                            |  |  |              |              |
|  | Stade bagnérais*                         | 12                                         | 24                                       |                     |    |                                            |                                            |                                            |  |  |                                            |                                            |                                            |  |  |              |              |
|  | Stade bagnérais*                         | 12                                         | 24                                       |                     |    |                                            |                                            |                                            |  |  |                                            |                                            |                                            |  |  |              |              |

* Équipe recevant au match retour

### Phases finales d'accession à la Pro D2
|  | Barrages                                     | Barrages                              |                                           |       | Demi-finales                              | Demi-finales                              |  |  | Finale | Finale |
|  | Barrages                                     | Barrages                              |                                           |       | Demi-finales                              | Demi-finales                              |  |  | Finale | Finale |
|  |                                              |                                       |                                           |       |                                           |                                           |  |  |        |        |
|  | 1er mai 2016 au Stade Kaufmann, Nîmes        | 1er mai 2016 au Stade Kaufmann, Nîmes |                                           |       | Aller : 8 mai 2016 / Retour : 15 mai 2016 | Aller : 8 mai 2016 / Retour : 15 mai 2016 |  |  |        |        |
|  | 1er mai 2016 au Stade Kaufmann, Nîmes        | 1er mai 2016 au Stade Kaufmann, Nîmes |                                           |       | Aller : 8 mai 2016 / Retour : 15 mai 2016 | Aller : 8 mai 2016 / Retour : 15 mai 2016 |  |  |        |        |
|  | 1er mai 2016 au Stade Kaufmann, Nîmes        | 1er mai 2016 au Stade Kaufmann, Nîmes | [1] Soyaux Angoulême XV*                  | 22-22 |                                           |                                           |  |  |        |        |
|  | [4] US Bourg-en-Bresse PA                    | 15                                    | [1] Soyaux Angoulême XV*                  | 22-22 |                                           |                                           |  |  |        |        |
|  | [4] US Bourg-en-Bresse PA                    | 15                                    | [4] US Bourg-en-Bresse PA                 | 17-19 |                                           |                                           |  |  |        |        |
|  | [5] FC Auch Gers                             | 14                                    | [4] US Bourg-en-Bresse PA                 | 17-19 |                                           |                                           |  |  |        |        |
|  | [5] FC Auch Gers                             | 14                                    | Aller : 8 mai 2016 / Retour : 14 mai 2016 |       |                                           |                                           |  |  |        |        |
|  | 1er mai 2016 au Stade Marcel-Garcin, Orléans |                                       |                                           |       |                                           |                                           |  |  |        |        |
|  |                                              |                                       |                                           |       |                                           |                                           |  |  |        |        |
|  | [3] USO Nevers                               | 14                                    |                                           |       |                                           |                                           |  |  |        |        |
|  | [3] USO Nevers                               | 14                                    | [6] RC Massy Essonne                      | 31-13 |                                           |                                           |  |  |        |        |
|  | [6] RC Massy Essonne                         | 17                                    | [6] RC Massy Essonne                      | 31-13 |                                           |                                           |  |  |        |        |
|  | [6] RC Massy Essonne                         | 17                                    | [2] RC Vannes*                            | 32-25 |                                           |                                           |  |  |        |        |
|  |                                              |                                       | [2] RC Vannes*                            | 32-25 |                                           |                                           |  |  |        |        |

* Équipe recevant au match retour
Pas de finale, les vainqueurs des demi-finales accèdent directement en Pro D2. Le titre de champion est réservé aux participants du trophée Jean Prat qui eux, ne peuvent prétendre à la montée.

#### Classement pour les play-off d'accession
Seules les équipes dont les dossiers d'accession ont été validés sont dans ce classement.
| Rang | Club                | J  | V  | N | D | Bo | Bd | Pm  | Pe  | Diff | Pts |
| ---- | ------------------- | -- | -- | - | - | -- | -- | --- | --- | ---- | --- |
| 1    | Soyaux Angoulême XV | 18 | 17 | 0 | 1 | 13 | 1  | 561 | 140 | +421 | 82  |
| 2    | RC Vannes           | 18 | 16 | 1 | 1 | 12 | 1  | 623 | 187 | +436 | 79  |
| 3    | USO Nevers          | 18 | 16 | 0 | 2 | 11 | 1  | 699 | 203 | +496 | 76  |
| 4    | US bressane         | 18 | 16 | 0 | 2 | 9  | 2  | 529 | 218 | +311 | 75  |
| 5    | FC Auch             | 18 | 16 | 0 | 2 | 10 | 1  | 644 | 211 | +433 | 75  |
| 6    | RC Massy            | 18 | 16 | 0 | 2 | 10 | 1  | 564 | 264 | +300 | 75  |
| 7    | RC Aubenas          | 18 | 14 | 0 | 4 | 4  | 1  | 414 | 271 | +143 | 61  |
| 8    | US Romans           | 18 | 9  | 1 | 8 | 5  | 4  | 413 | 339 | +74  | 47  |

|  | Qualifiés pour les demi-finales (no 1, no 2).                 |
|  | Qualifiés pour les quarts de finale (no 3, no 4, no 5, no 6). |

## Promotions et relégations

### Clubs promus en Pro D2
- Rugby club vannetais
- Soyaux Angoulême XV Charente

### Clubs promus en Fédérale 1
- Stade nantais
- Stade Dijonnais
- ASVEL rugby
- RC Nîmes
- US Saint-Sulpice
- Saint-Jean-de-Luz
- SA Trélissac
- RAC Saint-Jean d'Angély

### Clubs relégués de Pro D2 en Fédérale 1
- Tarbes PR, pour cause de relégation administrative.
- Provence rugby, seizième et dernier de Pro D2.

### Clubs relégués en Fédérale 2
- US Bergerac
- UA Libourne
- SA Mauléon
- ROC La Voulte-Valence
- CS Vienne

Clubs forfait général
- RC Chalonnais
- Lille MR